# 宿川原駅
宿川原駅（しゅくがわらえき）は、青森県南津軽郡大鰐町大字宿川原川崎にある弘南鉄道大鰐線の駅。駅番号はKW 13。

## 歴史
- 1952年（昭和27年）1月26日：弘前電気鉄道により開業。
- 1970年（昭和45年）10月1日：弘南鉄道に譲渡。
- 2002年（平成14年）1月7日：鯖石駅寄りへ200メートル移転。

## 駅構造
単式ホーム1面1線を有する地上駅。無人駅である。

## 利用状況
| 1日乗降人員推移 | 1日乗降人員推移 |
| 年度            | 1日平均人数     |
| --------------- | --------------- |
| 2011年          | 26              |
| 2012年          | 25              |
| 2013年          | 24              |
| 2014年          | 19              |
| 2015年          | 27              |
| 2016年          | 24              |
| 2017年          | 24              |

## 駅周辺
農村地帯で、田園集落がある。
- 国道7号線
- 青森県道201号蔵館大鰐線
- 弘南バス「宿川原」停留所（弘前 - 大鰐・碇ヶ関線、大鰐 - 居土・高野新田線）

## 隣の駅
弘南鉄道
■大鰐線
大鰐駅（KW 14） - 宿川原駅（KW 13） - 鯖石駅（KW 12）